# 物理学 (亚里士多德)

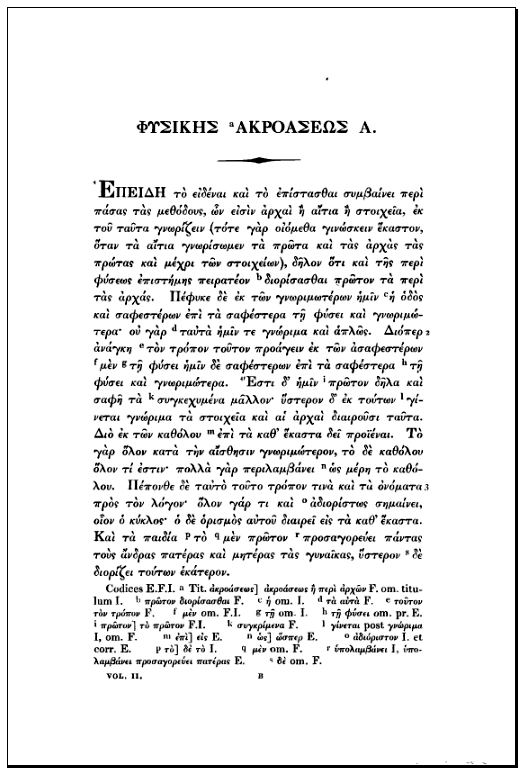
亚里士多德《物理学》的扉页，奥古斯特·伊曼努尔·贝克1837年于牛津出版

《物理学》（希臘語：Φυσικὴ ἀκρόασις，意为「自然講學」）是亚里士多德的一本被视为西方科学与哲学基础文献的著作。